# Gara Lupeni

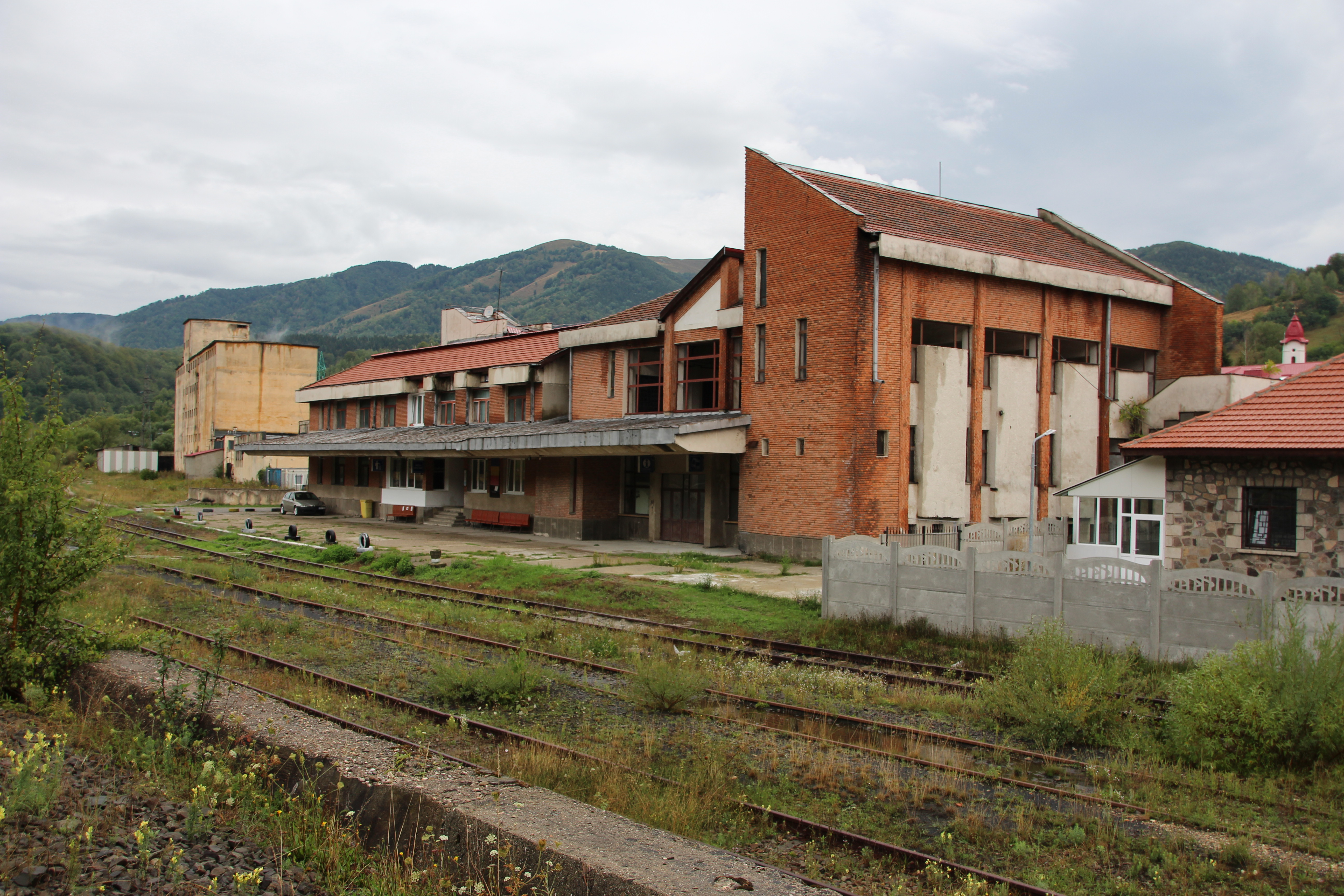
Gara Bărbăteni, Lupeni, Hunedoara

Gara Lupeni este o gară care deservește municipiul Lupeni din județul Hunedoara, România.